# Al Bowereh
Al Bowereh o Al-Bweireh (àrab: البويرة, al-Buwayra), també coneguda com a Aqabat Injeleh (àrab: عقبة إنجيله, ʿAqabat Injīlih), és una vila palestina de la governació d'Hebron, a Cisjordània, situada al límit septentrional de la vall de Baqa'a, uns pocs kilòmetres a l'est d'Hebron, i adjacent a l'assentament de Givat Harsina. Segons l'Oficina Central Palestina d'Estadístiques tenia 917 habitants el 2016. però Christian Peacemaker Teams (CPT) menciona un nombre de 340 persones en 2012, mentre que ARIJ dona un nombre de 180 en 2009. L'existència d'Al Bowereh està en perill degut a les ordres d'expansió i demolició per a gairebé totes les llars restants a Al Bowereh. Al Bowereh pertany a tots els membres del veïnatge. A l'est de la vila és travessada per la Carretera 60.

## Influència de l'ocupació israeliana

### Expansió de l'assentament israelià i de l'avançat
El 1985, els colons israelians van començar la construcció de Givat Harsina entre Al Bowereh i Kiryat Arba sobre terres palestines pertanyents als membres dels clans Jaber i Al Bakri a la ciutat d'Hebron. En 1995 es va construir la carretera de circumval·lació 60 a través de les terres agrícoles palestines situades a l'est d'Harsina.
El 2009, els colons van començar a construir l'avançat (assentaments il·legal) "Hill 18", també anomenat "Hill 26", "Mitzpe Avihai", "Karmei Netanel" i "Hammer Lot", entre l'assentament d'Harsina i Al Bowereh. L'avançat Hill 18 ha estat construït, evacuat i reconstruït algunes vegades. Hill 26 està construït sobre terres pertanyents a la família palestina Ja'abar, expropiades pel govern israelià. L'avançat va ser desmantellada anteriorment el 1999. Mentrestant, però, havia estat habitualment habitada per colons i protegida per les FDI. The area was declared a "closed military zone", forcing peace activists of Ta'ayush to evacuate. Hill 26 és esmentat en l'Informe Sasson de 2005. Es troba a 230 metres de Givat Harsina ia 1,6 quilòmetres de Kiryat Arba i limita amb Al Bowereh al sud.
Els noms dels avançats poden ser confusos, ja que un lloc avançat pot tenir noms diferents. Una nova posició desmantellada es pot reconstruir sota un altre nom.

### Violència dels colons

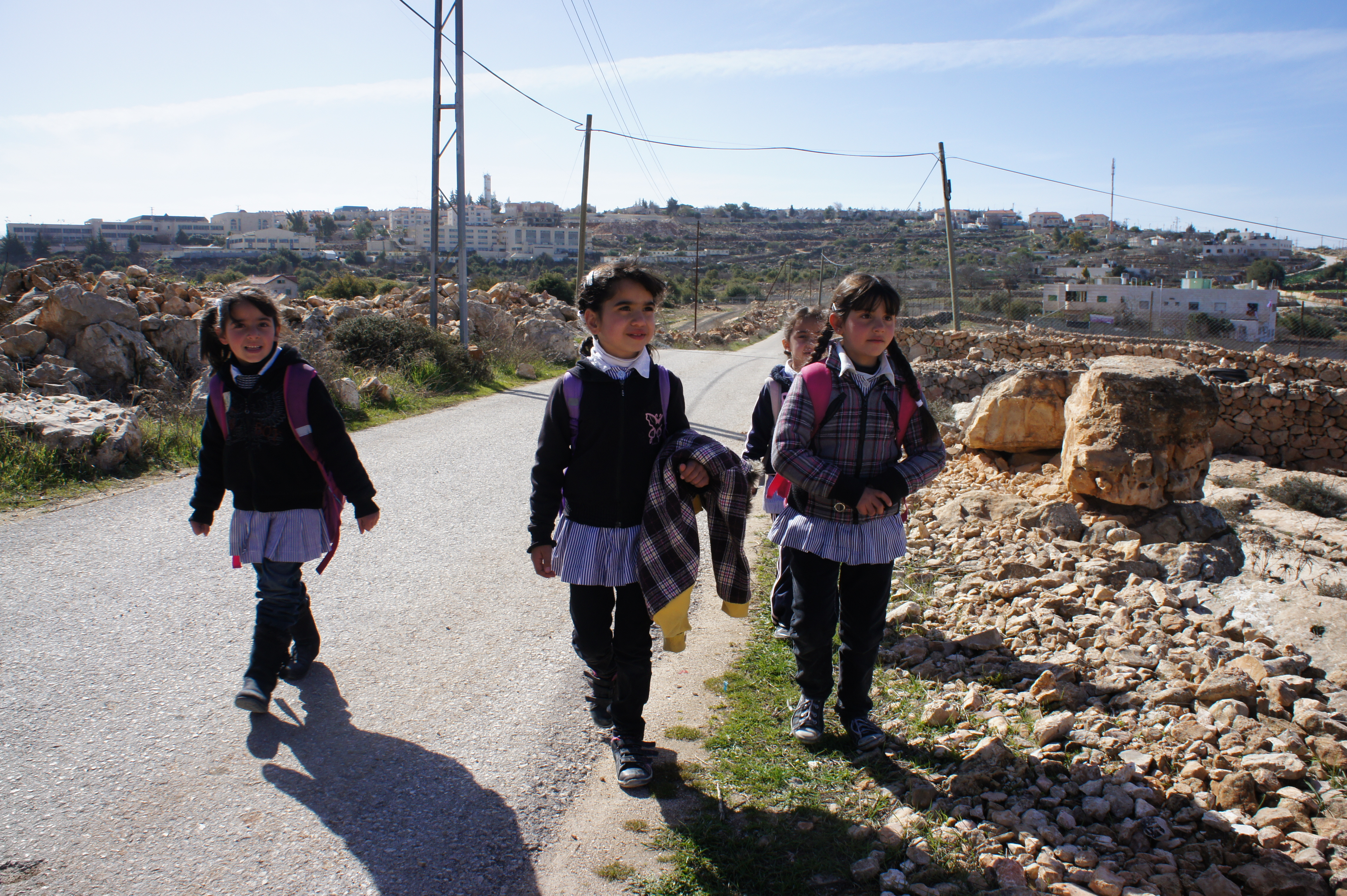
Escola de nenes a Al Bowereh

Els colonitzadors i els militars han bloquejat la carretera del poble cap a Hebron per als vehicles. Una carretera de circumval·lació de colons de l'avançada Hill 18 corre paral·lel a la carretera. Els residents que utilitzen el poble estan sotmesos a la violència dels colons, i els nens, que es veuen obligats a anar a l'escola a peu, sovint són atacats quan van a l'escola. Des de novembre de 2009, Christian Christian Peacemaker Team ha proporcionat una presència protectora a la zona. A partir de 2012, CPT va acompanyar 174 fills d'Al Bowereh quan anaven a casa de l'escola per protegir-los de la violència dels pobladors.

### Accés denegat a carreteres i terrenys
Els bloquejos de carretera impedeixen que els residents accedeixin a les seves llars amb cotxe, obligant-los a caminar fins a tres quilòmetres cada vegada que surten o tornen al barri. Els comerciants i les ambulàncies es veuen obligades a utilitzar carreteres llargues i bruts.
El 1982, el poble va intentar construir el que ara es coneix com a Hilltop 26, però van ser detinguts per l'exèrcit israelià. El 1986, el tribunal superior israelià va declarar que els membres d'Al Bowereh eren els propietaris de la terra. Després de la mort d'un israelià, però, un tribunal militar israelià va declarar les terres "terres de l'estat", sense escoltar els residents d'Al Bowereh.